# Kỳ (địa chất)
Kỳ địa chất là một đơn vị phân loại trong hệ thời gian địa chất, là một phần nhỏ của thế. Một chuỗi các tầng đá nằm xuống trong một thời điểm duy nhất trênhệ thời gian địa chấtđược gọi là một kỳ.